# Martin Reynolds
Pour les articles homonymes, voir Reynolds.
Martin Edward Reynolds (né le 22 février 1949) est un athlète britannique, plus précisément anglais, spécialiste du 200 mètres et des deux principaux relais. Licencié au Thames Valley Harriers, il mesure 1,85 m pour 77 kg.

## Carrière

### Palmarès
| Date | Compétition                      | Lieu      | Résultat | Épreuve    | Performance  |
| ---- | -------------------------------- | --------- | -------- | ---------- | ------------ |
| 1970 | Jeux du Commonwealth britannique | Édimbourg | 3e       | 4 × 100 m  | 40 s 0       |
| 1970 | Universiade d'été                | Rome      | 1er      | 200 mètres | 21 s 0       |
| 1972 | Jeux olympiques d'été            | Munich    | 2e       | 4 × 100 m  | 3 min 00 s 5 |

### Records
| Épreuve    | Performance | Lieu      | Date             |
| ---------- | ----------- | --------- | ---------------- |
| 200 mètres | 20 s 83     | Édimbourg | 22 juillet 1970  |
| 400 mètres | 46 s 11     | Munich    | 4 septembre 1972 |